# Површински истражни радови
Површинским радовима називају се релативно плитки ископи, обично 0,5-3 m дубине, изузетно и већих дубина 15-20 m, различитог облика и димензија, који имају за циљ просецање површинског покривача (рудине, распаднутих стена, наноса) и евентуално стена које леже у кровини рудних тела и откривање рудних тела.

## Основне групе
Приликом извођења проспекцијско-истражног процеса код лежишта чврстих минералних сировина, изводе се радови који се могу поделити
у три основне групе:
- Површински истражни радови
- Бушење
- Подземни (јамски) истражни радови

## Подела
Према свом облику, димензијама и односу према рељефу терена, површински радови се дела на:
1. Раскопима се називају ископи неправилног облика и мале дубине (до 1 m).
2. Ровови су ископи правилног правоугаоног облика. Њихова дужина је обично 2-4 пута већа од ширине, а дубина им износи до 3m.
3. Канали су слични рововима, са том разликом што је њихова дужина многоструко већа од ширине.
4. Засецима и усецима  се називају површински радови трапезног облика и имају максималну висину до 4 m, а усеци могу бити и знатно већих димензија.
5. Бунари су најдубљи површински радови и копају се до дубине од 20m. Бунари се праве са квадратним или кружним профилом.

Примењују се у случајевима када се рудно тело налази на већој дубини.

## Примена
Површински радови представљају најјефтиније радове који се примењују у проспекцијско-истражном процесу на лежиштима чврстих минералних
сировина, тако да у пракси треба тражити да се са њима реши што већи број геолошких проблема лежишта. У колико се површински радови правилно поставе и изведу, онда се постижу велике уштеде приликом каснијег извођења бушења и јамских радова јер се умањује ризик, а повећава ефикасност ових радова. Они могу послужити за проналажења рудних тела, што је њихова основна намена, као и утврђивање разних других геолошких карактеристика лежишта(петрографских, стратиграфских и тектонских).